# Sayali Bahar
Sayali Bahar Ilgar gizi (azerí:Sayalı Bahar İlqar Qızı; Bakú, 7 de marzo de 1994) es una escritora azerbaiyana, feminista, periodista y emprendedora social. Autora de cuentos satíricos sobre la vida de la juventud de Bakú y la sociedad en su conjunto, creadora de la plataforma social y club de debate “KulturMultur Baku”.

## Biografía
Se graduó en la escuela secundaria n.º 6 de Bakú en 2011.El mismo año ingresó en la facultad de filología de la sucursal de Bakú de la Universidad Estatal de Moscú. Lomonosov, con especialización en lengua y literatura italiana. Durante sus años de estudiante trabajó como traductora de italiano e inglés y como tutora. En 2013, como estudiante de segundo año, comenzó a escribir blogs y publicar artículos sobre los problemas de las mujeres, la juventud, la libertad y la educación en Azerbaiyán y más allá. Un año después, en el otoño de 2014, su artículo Diez historias de niñas azerbaiyanas que decidieron vivir separadas de su familia fue publicado por uno de los portales en ruso más leídos en Azerbaiyán, 1news.az, causando una gran resonancia en la sociedad y obteniendo más de 45.000 visualizaciones por día. Trabajó como especialista en gestión de contenidos y marketing en proyectos locales e internacionales como Bookmate, habla ruso y azerbaiyano, sabe italiano, español e inglés.
Sayali Bahar comenzó a trabajar en su primer libro, una historia satírica sobre la vida de la celebridad ficticia de Instagram Narmin Gasimova “Aztagrambook: InstaLove, InstaBaku”, del cual también se publicaron extractos en su blog.Después de graduarse de la Facultad de Filología de la Universidad Estatal de Moscú. Lomonosov en el verano de 2015, Bahar se convirtió en pasante y luego en periodista a tiempo completo para el portal de noticias en línea URBAN.az publicando uno de los primeros materiales, que se volvió viral y escandaloso, “Una entrevista con una lesbiana”.
El 24 de octubre de 2015 en Bakú, Sayali Bahar presentará su primer libro "Aztagrambook: InstaLove, InstaBaku". La presentación contó con el patrocinio de marcas como UBER y Redbull. El libro causó una gran resonancia, críticas de blogueros, críticas en los medios.
El libro estaba en la sección de bestsellers de la cadena de librerías más grande de Bakú en ese momento, "Ali&Nino", y también apareció en la sección "Popular" de la biblioteca en línea Bookmate. Se han hecho muchas suposiciones sobre quiénes eran los prototipos de los personajes principales: Narmin Gasimova y su novio Rufat Aslanov.
En 2016 se rodó un cortometraje basado en Aztagrambook, un booktrailer, que obtuvo el segundo lugar en el Festival Booktrailer de Azerbaiyán.
En el verano de 2017, mientras estaba en Los Ángeles, Bahar lanzó dos proyectos artísticos escandalosos dedicados a la libertad de las mujeres: el programa parodia de Youtube “Nahar with Bahar”, donde, por primera vez dirigiéndose a las mujeres en su lengua nativa, el azerbaiyano, revela temas de actualidad. temas como “Dónde encontrar a un millonario”, “Cómo llevarse bien con tu suegra”, “Invitado en el dormitorio”, etc. La escritora fue sometida a prolongadas críticas y acoso, acusada de burlarse de su público. En total, los videos recibieron más de 100.000 visitas en diversas fuentes, pero el proyecto pronto se cerró.
El segundo proyecto escandaloso de Sayala Bahar fue un libro publicado únicamente en formato electrónico en su sitio web "Diario de una virgen de Bakú".Diario de una Virgen de Bakú es una historia escrita en primera persona, desde la perspectiva de la heroína de “Aztagrambook”, Narmin Gasimova. El libro describe los acontecimientos que ocurrieron después del regreso de Narmin a Bakú y llama la atención sobre uno de los mayores tabúes de la sociedad azerbaiyana: la prohibición de perder la virginidad antes del matrimonio. Bahar explica en una entrevista que a través del prisma de este tabú, ridiculiza todos los estereotipos y clichés conocidos asociados con la libertad de las mujeres en Azerbaiyán. Su heroína Narmin, al regresar de Europa, lleva un estilo de vida absolutamente indecente: conduce un coche, vive sola, organiza fiestas ruidosas y es promiscua  . La historia recibió más de 60.000 visitas, pero nunca fue publicada. Sayali Bahar admite que no estaba preparada para tal éxito y estaba cansada de la atención que se le prestaba a ella misma y a su creatividad  .
El 20 de septiembre de 2018 se presentó en Bakú la tercera historia “ Aztagrambook-2: Canción de viento y fuego ”, que describe un desarrollo alternativo de los acontecimientos en la vida de la protagonista principal, la it-girl Narmin Gasimova, después de regresar de Europa.
En abril de 2019, los poemas de Bahar “Háblame hoy sobre el mar Caspio”, escritos en California por nostalgia por el hogar, pasaron a formar parte de una instalación de un artista italiano residente en YARAT. Espacio de Arte Contemporáneo de Laura Bianco en la galería ARTIM  .

## Premios y reconocimientos
- Se convirtió en una de las representantes más jóvenes y al mismo tiempo escandalosas de la literatura azerbaiyana, su primera historia fue presentada al público cuando la escritora tenía sólo 20 años.[14]
- En la primavera de 2016, ganó el segundo lugar en el Festival de Booktrailers de Azerbaiyán por el booktrailer “Aztagrambook”.
- En el verano del mismo año, se convirtió en invitada de uno de los proyectos televisivos de mayor audiencia en el espacio de habla rusa: " Cara y cruz ", en el episodio " Lesya y los jinetes azerbaiyanos", dedicado a los hombres y familias azerbaiyanos. valores en el país.[15]
- En noviembre de 2016, como una de las líderes de opinión menores de 25 años más influyentes en Bakú, se convirtió en oradora en la presentación del estudio “La verdad sobre la juventud” de la agencia McCann Universal sobre los millennials en Bakú  .[16]
- En 2017, fue incluida en la lista de “escritores azerbaiyanos modernos que debes conocer” de la prestigiosa publicación de Bakú FRIDAY.az  .[17]
- En 2018 participó en el proyecto social “Mujeres azerbaiyanas exitosas de Tayiz Narmina - Mujeres azerbaiyanas exitosas”, cuyo objetivo es inspirar a las mujeres para su autodesarrollo y crecimiento profesional.